# Molly Malone (actrice)
Pour l’article homonyme, voir Molly Malone.
Molly Malone (1888 ou 1897 - 1952) est une actrice américaine du cinéma muet.

## Biographie
Plusieurs sources divergent quant à l'année et le lieu de naissance de Molly Malone ainsi que pour son identité véritable. Allant de 1888 à 1897, selon les biographies, née dans le Wisconsin ou à Denver dans le Colorado, de son vrai nom Violet Isabelle Malone ou Edith R. Greaves. Pour Robert K. Klepper, il y aurait deux actrices du muet portant le même pseudonyme. De la même manière, les photographies de l'actrice censées être prises à la même époque représentent semble-t-il deux personnes différentes.

Le visionnage des films encore disponibles (comme les films de Roscoe Arbuckle en 1919 et 1920) montre une très jeune femme ce qui accrédite une naissance en 1897 plutôt que dix ans auparavant. L'éventualité de deux actrices portant le même pseudonyme ne concerne que deux films.
Plutôt menue mais sportive, elle tourne essentiellement dans des westerns et notamment dans les premiers films de John Ford aux côtés d'Harry Carey.

## Filmographie
- 1916 Mountain Blood (court-métrage) de George Cochrane
- 1916 The Timber Wolf (court-métrage) de George Cochrane
- 1916 The Lawyer's Secret (court-métrage) de George Cochrane
- 1917 The Red Stain (court-métrage) de George Cochrane
- 1917 The Girl Who Lost (court-métrage) de George Cochrane
- 1917 The Pulse of Life de Rex Ingram : Molly Capels
- 1917 The Tell Tale Clue (court-métrage) de George Cochrane
- 1917 The Girl in the Garret (court-métrage) de George Cochrane
- 1917 The Phantom's Secret de Charles Swickard : Jane Elliott
- 1917 To Be or Not to Be Married (court-métrage) de Louis Chaudet
- 1917 The Thief Maker (court-métrage) de George Cochrane
- 1917 Bartered Youth (court-métrage) de William V. Mong
- 1917 The Girl in the Limousine (court-métrage) de George Cochrane
- 1917 The Car of Chance de William Worthington : Wanda Heimstone
- 1917 The Rescue de Ida May Park : Betty Jerrold
- 1917 Pour son gosse (The Soul Herder) (court-métrage) de John Ford
- 1917 Le Ranch Diavolo (Straight Shooting) de John Ford : Joan Sims
- 1917 The Pullman Mystery (court-métrage) de Charles Swickard
- 1917 A Marked Man de John Ford : Molly Young
- 1917 À l'assaut du boulevard (Bucking Broadway) de John Ford : Helen Clayton
- 1918 Le Cavalier fantôme (The Phantom Riders) de John Ford : Molly Grant
- 1918 La Femme sauvage (Wild Women) de John Ford : The Princess
- 1918 Thieves' Gold de John Ford : Alice Norris
- 1918 Adventurous Ambrose (court-métrage) de Walter S. Fredericks
- 1918 La Tache de sang (The Scarlet Drop) de John Ford : Molly Calvert
- 1918 Du Sang dans la prairie (Hell Bent) de John Ford : rôle indéterminé
- 1918 Widow's Might (court-métrage) : Molly
- 1918 Le Bébé du cow-boy (A Woman's Fool) de John Ford : Jessamine Buckner (comme Mollie Malone)
- 1918 Lure of the Circus de J. P. McGowan : Nan Harden
- 1919 The Bank Clerk (court-métrage) de Roscoe Arbuckle
- 1919 Sally's Blighted Career (court-métrage) de Al Christie
- 1919 Le Héros du désert (A Desert Hero) (court-métrage) de Roscoe Arbuckle : la jeune fille
- 1919 Fatty cabotin (Back Stage) de Roscoe Arbuckle (court-métrage) : Strongman's Assistant
- 1919 The Spite Bride (en) de Charles Giblyn : une actrice
- 1919 Un garçon séduisant (The Hayseed) (court-métrage) de Roscoe Arbuckle : une jeune fille
- 1920 Molly's Millions (court-métrage)
- 1920 Le Garage infernal (The Garage) (court-métrage) de Roscoe Arbuckle : la fille du garagiste
- 1920 Molly's Mumps (court-métrage)
- 1920 Her Doctor's Dilemma (court-métrage)
- 1920 It's a Great Life de E. Mason Hopper : Eloise Randall
- 1920 : Au voleur ! (Stop Thief) de Harry Beaumont : Joan Carr
- 1920 : Fatty, l'intrépide shérif (The Round-Up) de George Melford
- 1920 Come Into the Kitchen (court-métrage)
- 1920 Just Out of College d'Alfred E. Green : Caroline Pickering
- 1921 Not Guilty de Sidney Franklin : Margy Ellison
- 1921 : Un héros malgré lui (An Unwilling Hero) de Clarence G. Badger  : Nadine
- 1921 Made in Heaven de Victor Schertzinger : Elizabeth Royce
- 1921 The Old Nest de Reginald Barker : Molly McLeod
- 1921 Red Courage de B. Reeves Eason : Jane Reedly
- 1921 Sure Fire de John Ford : Marian Hoffman
- 1921 Bucking the Line de Carl Harbaugh : Corona Baldwin
- 1921 A Poor Relation de Clarence G. Badger : Scallops
- 1922 Across the Deadline de Jack Conway : Ruth
- 1922 Never Let Go (court-métrage) de Nat Ross
- 1922 The Jaws of Steel (court-métrage) de Nat Ross
- 1922 The Trail of Hate de William Hughes Curran : Mary Stockdale
- 1922 Blaze Away de William Hughes Curran : Molly Melody
- 1922 The Freshie de William Hughes Curran : Violet Blakely
- 1923 Little Johnny Jones de Johnny Hines et Arthur Rosson : Edith Smythe
- 1924 Le Courrier de l'or (Westbound) : Evelyn Vaughn
- 1924 Court Plaster (court-métrage) de Gilbert Pratt
- 1924 Easy Pickin's (court-métrage) de Harold Beaudine
- 1925 Battling Bunyan de Paul Hurst : Molly Coshgan
- 1925 Love Goofy (court-métrage) de Gilbert Pratt
- 1925 Don't Pinch (court-métrage) de Walter Graham
- 1925 He Who Gets Smacked (court-métrage) de Lloyd Bacon
- 1925 Double-Fisted de Harry S. Webb
- 1925 The Knockout Kid d'Albert S. Rogell : Jenny Jenkins
- 1925 Be Carefull (court-métrage) de Harold Beaudine
- 1925 Fair But Foolish (court-métrage) de William Watson
- 1926 Stork Mad (court-métrage)
- 1926 For Sadie's Sake (court-métrage) de Harold Beaudine : Molly
- 1926 The Thunderbolt Strikes
- 1926 Whoa, Emma! (court-métrage) de Robert Thornby
- 1926 Gimmie Strength (court-métrage) de William Watson
- 1926 Rawhide de Richard Thorpe : Nan
- 1926 The Man from Oklahoma de Forrest Sheldon et Harry S. Webb : Rose (non créditée)
- 1926 A Dippy Tar (court-métrage) de William Watson : la fille
- 1926 West of the Rainbow's End de Bennett Cohen
- 1926 The Bandit Buster de Richard Thorpe : Sylvia Morton
- 1926 Bad Man's Bluff d'Alan James : Alice Hardy
- 1927 The Golden Stallion de Harry S. Webb : Joan Forsythe
- 1927 Daring Deeds de Duke Worne : Helen Courtney
- 1927 Seeing Stars (court-métrage) de Stephen Roberts
- 1928 Picture My Astonishment (court-métrage) de William Holland
- 1929 His Angel Child (court-métrage) de Eddie Baker : The woman next door
- 1929 The Newlyweds' Pests (court-métrage) de Gus Meins : Mrs. Newlywed